# Tina Marie Jordan
Pour les articles homonymes, voir Jordan.
Anka Romensky Heather Carolin
Tina Marie Jordan, née le 21 août 1972 à North Hollywood en Californie, est un modèle de charme et une actrice américaine. Elle fut Playmate du magazine Playboy en mars 2002 (photos prises par Arny Freytag). Elle avait à l'époque une fille âgée de trois ans.
Tina Jordan est citée parmi les nombreuses « copines » ayant partagé la vie de Hugh Hefner dans les années 2000-2001 après sa séparation d'avec sa seconde épouse, la playmate Kimberley Conrad : « Tina was one of my favorites among the girls I was seeing at the turn of the century. There were seven full-time girlfriends at one time. ». Tina raconte que son jeune frère, âgé de 16 ans, était très content d'être venu au Manoir Playboy où elle a logé pendant quelque temps, pour y avoir pu y rencontrer Fred Durst lors d'une fête d'anniversaire.
Elle participa à plusieurs fois au Howard Stern Show avant et après être devenue playmate et apparue dans plusieurs vidéos de Playboy.

## Filmographie
- Playboy Barefoot Beauties (2002)
- Playboy Video Playmate Calendar 2003 (2002)
- The Girls Next Door (2007)
- Beach Heat Miami (2010)